# Morris Six MS
Morris Six MS — легковий автомобіль, що виготовлявся компанією Morris Motors Limited у 1948—1953 рр. Вперше представлений 26 жовтня 1948 р. (вівторок) разом з Morris Minor, Morris Oxford MO та модельним рядом Wolseley. Був першим представником марки з 6-циліндровим двигуном. Мав тримальну («несучу») конструкцію кузова, незалежну торсійну передню підвіску. На початку виробництва, на ринку Великої Британії автомобіль коштував 607£ (разом з податками), однак з 1 березня 1949 р. ціна зросла до 671£.
Шестициліндровий двигун з робочим об'ємом 2215 см3 розвивав максимальну потужність у 70 к.с. (52 кВт) при 4800 об/хв. Мав газорозподільчий механізм типу OHC (з розміщенням розподільчого вала у головці блоку циліндрів), один карбюратор SU. Кузов мав уніфіковані елементи (центральну частину з салоном, дверима, заднє оперення) з Morris Oxford MO. Однак на відміну від останнього Six MS мав більшу габаритну довжину через довшу колісну базу (2800 мм замість 2500 мм) та капот.
Передня підвіска — незалежна торсійна, задня — традиційна залежна з напівеліптичними ресорами. Кермове керування було не рейковим (характерним для Oxford), а типу черв'як-шип (англ. «Bishop Cam»). У гальмівну систему входили барабанні гальмівні механізми діаметром 250 мм з гідравлічним приводом Lockheed. Виробництво затримувалось до березня 1949 р., через проблеми з втомною міцністю елементів кузова (пов'язаних з моторним щитом, кріпленням передньої підвіски).
«Люксовий» Wolseley 6/80 являв собою Morris Six MS зі зміненою решіткою радіатора та іншими незначними змінами.
Протестована у 1950 р. британським журналом The Motor модель Six MS мала максимальну швидкість 82,5 миль/год (132,8 км/год), розгін 0—60 миль/год (97 км/год) за 22,4 с. Витрата палива становила 20 миль на імперський галон (14 л/100 км, 17 mpg‑US). Тестований автомобіль коштував 671£ разом з податками.
У 1950 р. для прискорення розгону знизили передатне число головної передачі. Передня підвіска отримала подвійні амортизатори.

На Лондонському автосалоні у 1953 р. була представлена люксова версія Six MS зі шкіряною обивкою салону, обігрівачем та «іклами» на передному бампері. 

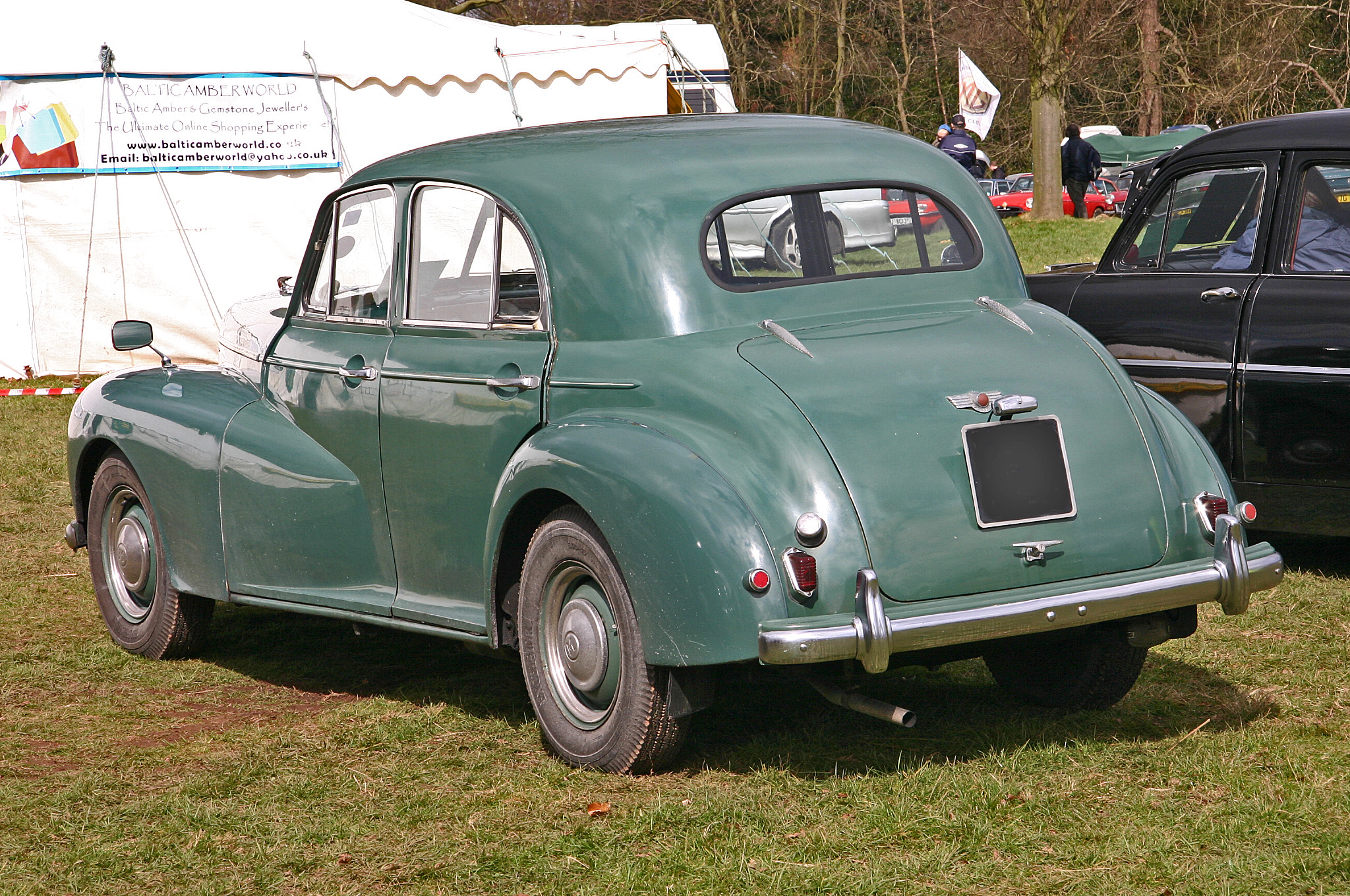
Morris Six MS вид ззаду
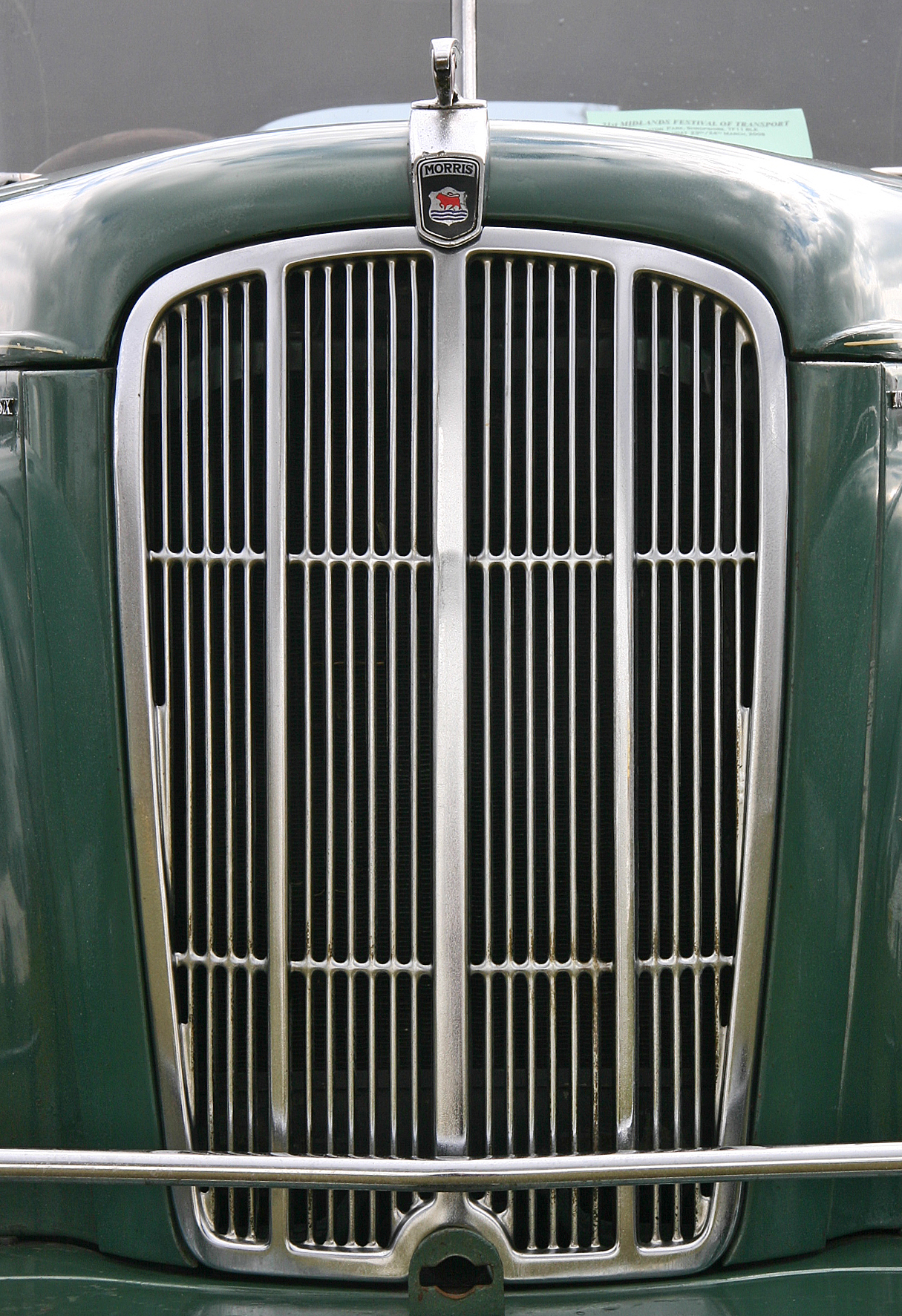
Решітка радіатора